# Губино (Гдовский район)
Губино — деревня в Гдовском районе Псковской области России. Входит в состав городского поселения «Гдов» Гдовского района.
Расположена в 13 км к северу от Гдова, в 0,5 км к западу от автодороги Гдов — Сланцы (Р60).

## Население
Численность населения деревни по оценке на 2000 год составляет 12 человек, по переписи 2002 года — 11 человек.

## История
До 2005 года деревня входила в состав ныне упразднённой Гдовской волости.